# Le Jour de la raclée
Le Jour de la raclée (France) ou Le Jour de la frappe (Québec) (Whacking Day) est le 20e épisode de la saison 4 de la série télévisée d'animation Les Simpson. Cet épisode promu par l'écologiste George Meyer a remporté en 1994 un Genesis Award (en), prix offert par la Humane Society (grande société américaine de protection des animaux) à une œuvre artistique militante.

## Synopsis
L'inspecteur Chalmers doit inspecter l'école élémentaire. Pour être sûr qu'ils ne vont pas provoquer de catastrophe, le principal Skinner fait enfermer par la ruse Bart et la bande de Nelson dans la cave de l'école. Mais Bart réussit à s'échapper et, avec l'aide du tracteur de Willie, provoque une catastrophe. Cette fois, il est allé trop loin : Skinner le renvoie. Comme aucune école ne veut de lui, Marge va lui donner des cours particuliers. Par ailleurs, le « Jour de la raclée » approche. Ce jour est un jour historique pour Springfield : c'est celui où les habitants de la ville rabattent et tuent des serpents. Tout le monde est pour à l'exception de Lisa qui trouve que ce n'est pas bien de tuer des serpents sans aucune raison...
Tandis que Bart finit ses cours avec Marge, Lisa est désespérée, car Homer veut aussi apporter sa contribution. Elle et Bart imaginent un plan : attirer chez eux les serpents avec la voix de Barry White. Cela marche ; les serpents rentrent chez les Simpson et Bart et Lisa parviennent à convaincre les habitants de renoncer à cette journée. De son côté, Bart est réintégré dans l'école par Skinner.